# Heliocarpus pallidus
Heliocarpus pallidus är en malvaväxtart som beskrevs av Joseph Nelson Rose. Heliocarpus pallidus ingår i släktet Heliocarpus och familjen malvaväxter. Inga underarter finns listade i Catalogue of Life.